# Museo y Monumento Nacional de la Primera Guerra Mundial
El Museo y Monumento Nacional de la Primera Guerra Mundial (en inglés: National World War I Museum and Memorial) está situado en Kansas City (Misuri, Estados Unidos) y fue inaugurado en 1926 con el nombre de Monumento a la Libertad (en inglés: Liberty Memorial). En 2004, fue designado por el Congreso de los Estados Unidos como el monumento y museo oficial del país dedicado a la Primera Guerra Mundial. Está gestionado por una organización sin ánimo de lucro en cooperación con los comisionados del Departamento de Parques y Recreación de Kansas City. El museo está centrado en los eventos que se produjeron a nivel global desde las causas de la Primera Guerra Mundial, antes de 1914, hasta el armisticio de 1918 y la Conferencia de Paz de París de 1919. Los visitantes entran al espacio de exposiciones, en una instalación de 3000 m², cruzando un puente de cristal sobre un campo de nueve mil amapolas rojas, cada una de las cuales representa mil combatientes caídos.
El museo cerró sus puertas en 1994 para ser sometido a renovaciones y reabrió en diciembre de 2006 con unas instalaciones ampliadas para exponer una colección de objetos empezada en 1920.

## Historia

### Liberty Memorial Association
Poco después del final de la Primera Guerra Mundial, un grupo de cuarenta residentes notables de Kansas City fundaron la Liberty Memorial Association (LMA) con el objetivo de construir un monumento a los que habían servido en la guerra. Como presidente, escogieron al magnate de la madera y filántropo Robert A. Long, quien había donado personalmente una gran suma de dinero para la causa. El tesorero de la asociación era James Madison Kemper, quien en 1919 había sido brevemente el presidente del City Center Bank, fundado por su padre, William T. Kemper. El promotor inmobiliario J. C. Nichols fue uno de los principales proponentes, y el empresario y filántropo William Volker ayudó al Ayuntamiento de la ciudad a adquirir los terrenos. George Kessler fue el arquitecto paisajista. Thomas Rogers Kimball, antiguo presidente del Instituto Estadounidense de Arquitectos, colaboró con Henry M. Beardsley para seleccionar al arquitecto, Harold Van Buren Magonigle.
En 1919, la LMA lanzó una campaña de captación de fondos que, en menos de dos semanas, recaudó más de 2.5 millones de dólares (equivalentes a 43.9 millones de dólares de 2023) de 83 000 contribuyentes, impulsados por lo que el conservador del museo, Doran Cart, describió como «un patriotismo completo y desenfrenado». Esto evitó los problemas financieros que habían afectado un siglo antes a la construcción del Monumento de Bunker Hill en Boston por la Guerra de Independencia de los Estados Unidos.

### Ceremonias

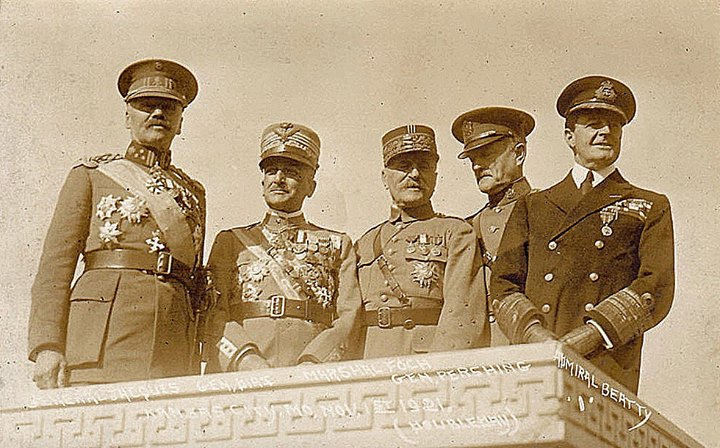
Jacques, Diaz, Foch, Pershing y Beatty estuvieron en 1921 en la ceremonia de colocación de la primera piedra.

La ceremonia de colocación de la primera piedra se celebró el 1 de noviembre de 1921 y a ella asistieron doscientas mil personas, incluido el vicepresidente Calvin Coolidge, el teniente general Jules Jacques de Bélgica, el almirante de la flota David Beatty del Reino Unido, el general Armando Diaz de Italia, el mariscal Ferdinand Foch de Francia y el general de los ejércitos John J. Pershing de los Estados Unidos, junto con sesenta mil miembros de la Legión Estadounidense. El veterano local elegido para entregar las banderas a los comandantes fue un mercero de Kansas City, Harry S. Truman, que posteriormente sería el trigésimo tercer presidente de los Estados Unidos desde 1945 hasta 1953.
El monumento, ya acabado, fue inaugurado el 11 de noviembre de 1926 por el trigésimo presidente Calvin Coolidge, en presencia de la reina María de Rumanía. Coolidge afirmó que el monumento «no se ha erigido para conmemorar la guerra y la victoria, sino sus resultados, que están encarnados en la paz y la libertad». A continuación, declaró: «Hoy regreso para colocar la sanción oficial del Gobierno nacional sobre uno de los monumentos más elaborados e impresionantes que adornan nuestro país. La magnitud de este monumento, y la ancha base de apoyo popular sobre la que descansa, difícilmente pueden dejar de suscitar el asombro y la admiración a nivel nacional.»

### Renovaciones

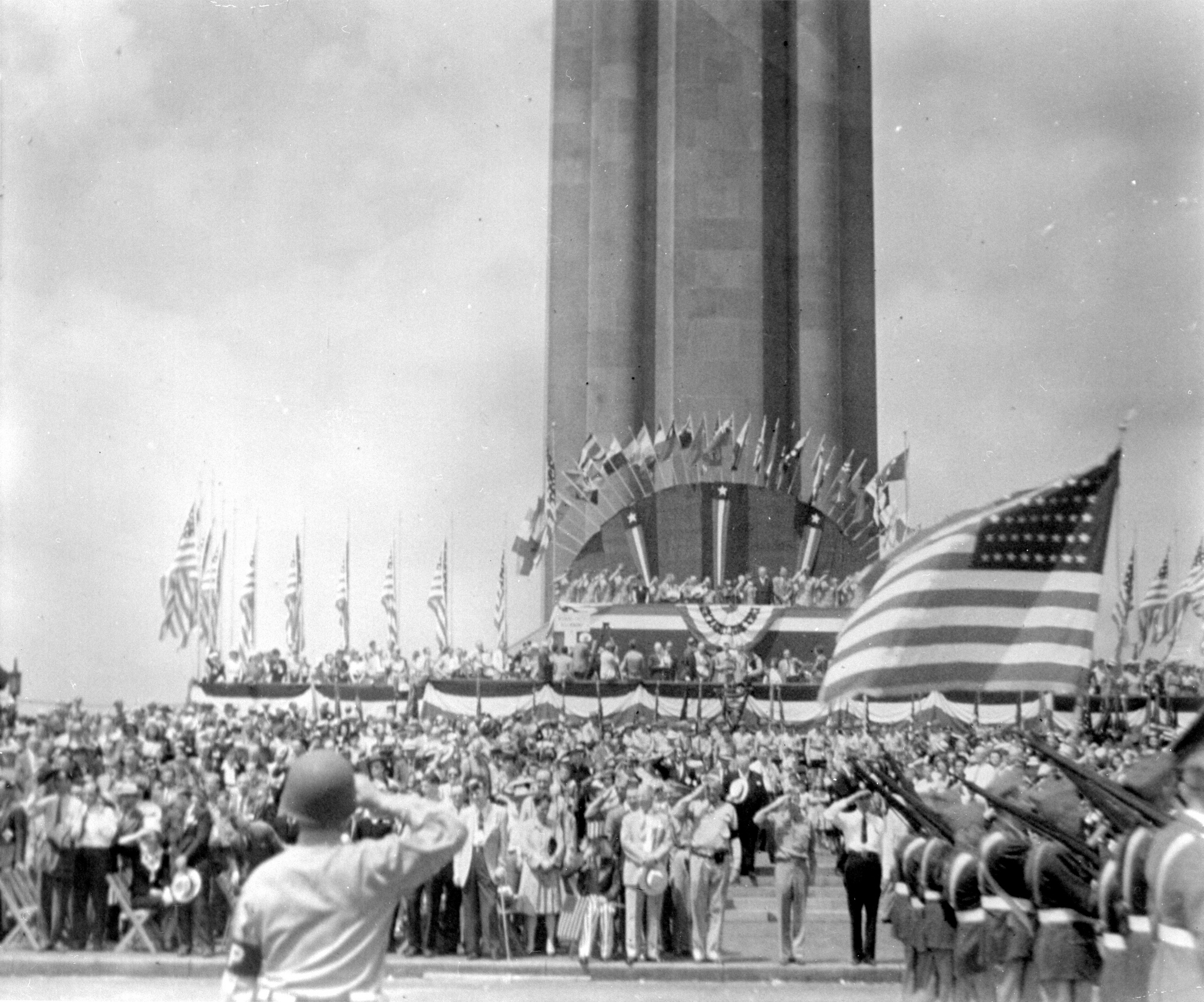
Ceremonia conmemorativa en el 14.º aniversario del Monumento a la Libertad, en 1940.

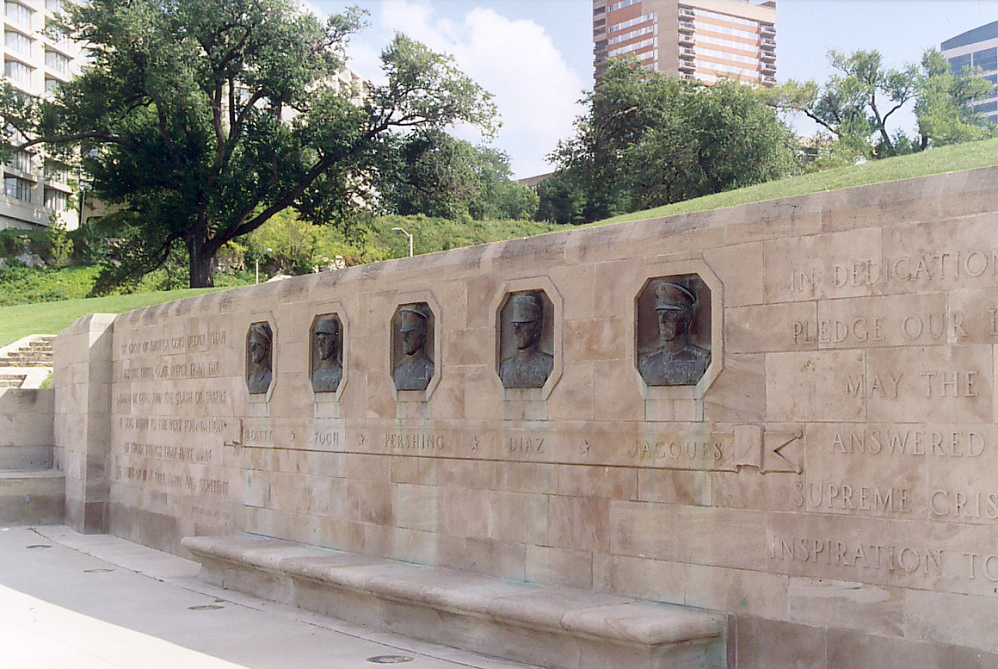
Los bajorrelieves de Beatty, Foch, Pershing, Diaz y Jacques.

En 1935, se desvelaron bajorrelieves de Jacques, Beatty, Diaz, Foch y Pershing, realizados por Walker Hancock. En 1961, el monumento fue inaugurado de nuevo por el antiguo presidente Harry S. Truman. El esfuerzo local para restaurar el decadente monumento fue liderado por Armand Glenn, el jefe local de la Legión del distrito central. La empresa local Hallmark proporcionó apoyo, y el 11 de noviembre de 1961, en su 40.º aniversario, se celebró una gran ceremonia de inauguración en los terrenos del monumento. Una multitud de unas quince mil personas vio a Truman presidir la ceremonia.
Entre 1981 y 1982, en coincidencia con su 60.º aniversario, se inauguraron nuevas exposiciones en el museo bajo unas fuentes de iluminación mejoradas.
El monumento cerró en 1994 debido a preocupaciones de seguridad porque el paso del tiempo había ocasionado problemas con el drenaje y la construcción original. Los centros comerciales de la ciudad ayudaron voluntariamente a exponer parte de la colección del museo mientras este estaba cerrado. Cuando el mal estado del edificio se convirtió en un motivo de vergüenza para la ciudad, los votantes de Kansas City aprobaron en 1998 un impuesto sobre las ventas de duración limitada para financiar su restauración. También se elaboró un proyecto para ampliar el complejo con un museo que alojara la creciente colección de la LMA. El apoyo local, nacional e internacional proporcionó 102 millones de dólares (equivalentes a 191 millones de dólares de 2023), cantidad que fue revelada en su reinauguración en 2006.
En 2004, el Congreso de los Estados Unidos lo designó como el museo oficial de la Primera Guerra Mundial del país, y empezó la construcción de una nueva ampliación de 7000 m² y del Centro de Investigación Edward Jones (en inglés: Edward Jones Research Center) debajo del monumento original. En el mismo año en que se completaron estas ampliaciones, el Monumento a la Libertad fue declarado un Hito Histórico Nacional el 20 de septiembre de 2006.
En diciembre de 2011 empezó una extensa renovación, cuyo coste total se estimó en 5 millones de dólares e incluyó 170 000 dólares en obras de mejora de la eficiencia energética de la llama artificial en la cima de la torre. Tras varios meses de inactividad, la llama fue encendida de nuevo el 1 de febrero de 2013. También se reforzó la seguridad, se repararon algunas secciones de caliza y se retiró la maleza.
En 2018 se inauguró un anexo llamado Wylie Gallery, que ocupa un antiguo espacio inutilizado en el lado este del edificio del museo. La construcción de este anexo formó parte de una renovación de 6.4 millones de dólares financiada por una campaña de recaudación de fondos lanzada en coincidencia con el décimo aniversario de la reinauguración del museo en 2006. La galería alberga exposiciones itinerantes de todo el mundo.

### Nombre actual
El 19 de diciembre de 2014, el presidente Barack Obama firmó una ley reconociéndolo como un «museo y monumento de la Primera Guerra Mundial», lo que dio lugar al cambio del nombre del complejo a Museo y Monumento Nacional de la Primera Guerra Mundial (en inglés: National World War I Museum and Memorial).

## Diseño
El concurso de diseño a nivel nacional fue gestionado por Thomas R. Kimball, un antiguo presidente del Instituto Estadounidense de Arquitectos (AIA por sus siglas en inglés). Una discrepancia entre la Delegación de Kansas City de la AIA y Kimball sobre las reglas del concurso hizo que en abril de 1922 dimitieran casi la mitad de los miembros locales de esta asociación. Inmediatamente fundaron la Architectural League of Kansas City, que se fusionaría con la AIA a principios de la década de 1930. En esa época, a diferencia de la AIA, la Architectural League of Kansas City admitía como miembros a arquitectos con menor experiencia y a delineantes, y les proporcionaba oportunidades sociales y educativas. Al margen de la controversia, muchos arquitectos locales presentaron propuestas al concurso, incluidos aquellos que dimitieron de la AIA. El jurado otorgó por unanimidad el contrato al arquitecto neoyorquino Harold Van Buren Magonigle.

### Torre

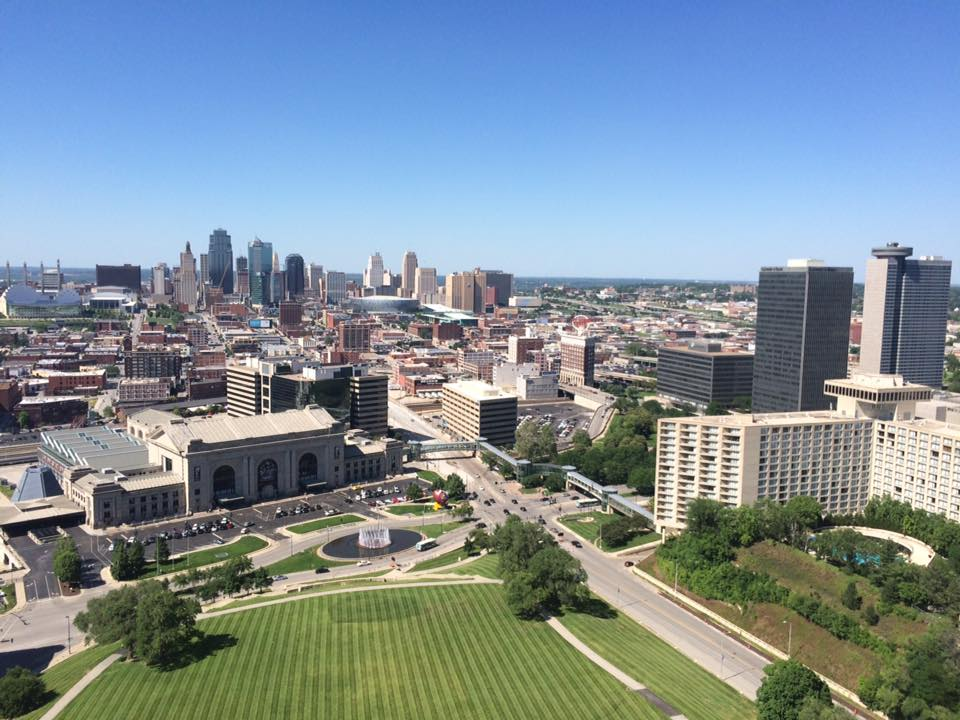
La Union Station y el skyline de Kansas City vistos desde la cima del Monumento a la Libertad.

Las puertas principales, al pie de la gran escalera, son de bronce ornamental, y las paredes del vestíbulo de la primera planta están revestidas en caliza de Kasota (Minnesota). El pasillo de la primera planta y la gran escalera están acabados en travertino importado de Italia. Por la noche, la cima de la torre, de 66,1 m de altura, emite un efecto de llama a partir de vapor iluminado por luces de color rojo y naranja intenso. Desde cierta distancia, puede crear la ilusión de una pira ardiendo. En total, el monumento tiene una altura de 80,8 m sobre sus alrededores.
La torre está coronada por cuatro esculturas, los Espíritus guardianes. Tallados por Robert Aitken y con 12 metros de altura cada uno, representan a los protectores de la paz. Cada uno de ellos sostiene una espada y tiene el nombre de una virtud: el Honor, el Coraje, el Patriotismo y el Sacrificio.

### Edificios externos
La torre y los edificios están diseñados en estilo neoegipcio, con exteriores de caliza. Los cimientos se construyeron usando granito aserrado, y las paredes exteriores de la planta baja son de caliza de Bedford. En lados opuestos del plataforma principal del Monumento a la Libertad están la sala de exposiciones (Exhibition Hall) y el Salón de la Memoria (Memory Hall). El Memory Hall contiene murales pintados originalmente para el Panthéon de la Guerre de París, y adaptados por LeRoy Daniel MacMorris en la década de 1950.
Entre cada uno de estos edificios y la torre, sobre la entrada del museo, se encuentran dos esfinges asirias de piedra, llamadas Recuerdo y Futuro, que están cubriendo sus cabezas con sus alas. Recuerdo mira hacia el este, protegiendo su rostro de los horrores de los campos de batalla europeos, mientras que su homóloga mira hacia el oeste y entrecierra sus ojos ante un futuro no visto todavía.

### Edificio principal del museo
La parte subterránea fue diseñada por Ralph Appelbaum Associates y amplió las instalaciones originales. El lado norte del museo, frente a la entrada principal y bajo la torre, contiene una gran obra de arte en su pared, que es visible desde la vecina Union Station.

### Terrenos

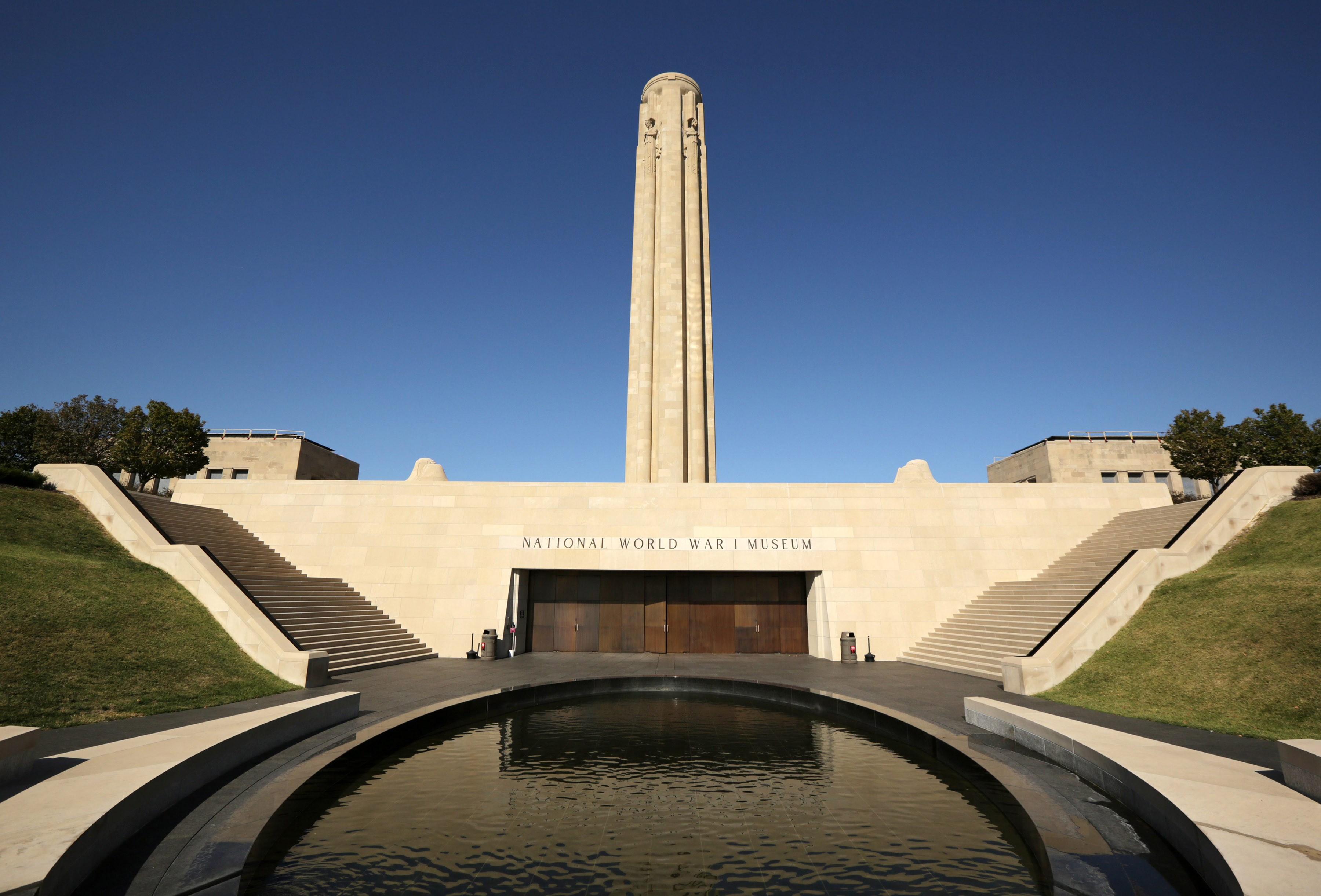
La fuente elíptica y, a sus dos lados, las escaleras que conducen a la plataforma principal.

Los terrenos fueron diseñados por el arquitecto paisajista George Kessler, quien también es famoso por su pionero diseño en estilo City Beautiful del sistema de parques y bulevares de Kansas City. La calle que bordea el lado oeste del complejo se llama Kessler Road en su honor. Justo frente a la entrada del museo está una gran fuente elíptica, y a ambos lados de ella hay sendas escaleras que ascienden hasta la plataforma del monumento. El acceso desde el sur incluye el Paseo del Honor (Walk of Honor), una serie de tres secciones de ladrillos grabados en el suelo que conmemoran a los veteranos de la Primera Guerra Mundial, a los veteranos de todas las guerras y a los civiles honrados.

## Elementos del museo

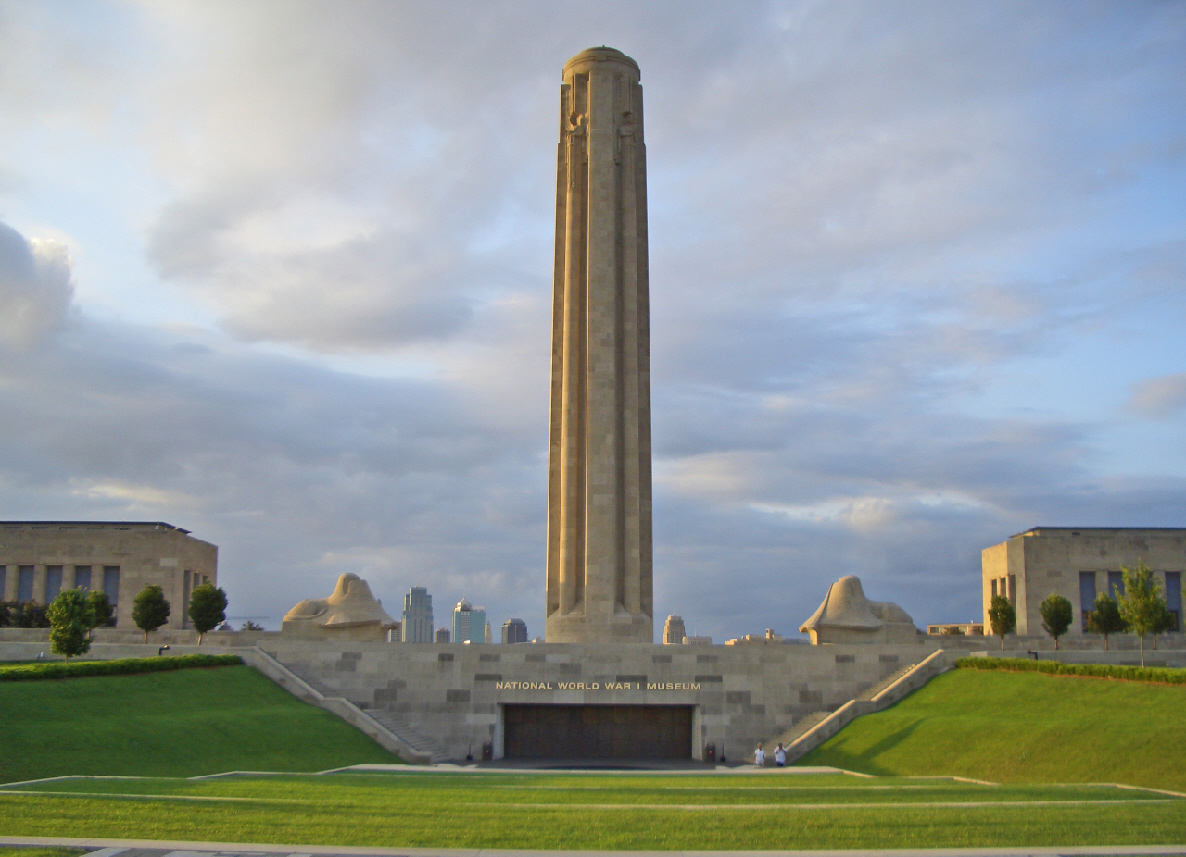
El Monumento a la Libertad está flanqueado por la sala de exposiciones y el Salón de la Memoria y las dos esfinges. Debajo se encuentra el museo y el centro de investigación.

- Dos galerías principales que contienen exposiciones con objetos de la época. La primera está centrada en los inicios de la Gran Guerra, antes de la entrada de los Estados Unidos, mientras que la segunda se centra en la implicación militar y civil de los Estados Unidos en la contienda y los esfuerzos por la paz.[35] Entre los objetos de estas colecciones se encuentran:
  - Un tanque ligero Renault FT-17.[3]
  - Uniformes como la chaqueta de campaña modelo 1915 de Paul von Hindenburg.
  - Una motocicleta Harley-Davidson modelo J de 1917.[36]
  - Una ambulancia Ford T de 1918.
  - La bandera del cuartel del general John J. Pershing.
  - Municiones.
  - Mapas y fotografías.
  - Carteles de propaganda internacionales.
  - Réplicas de trincheras.[3]
  - Exposiciones interactivas y cabinas de sonido con grabaciones de audio de la época.[37]
- Dos teatros con una narrativa educativa. El primero precede a la primera galería, mientras que el segundo, más grande, es atravesado para entrar a la segunda galería.[3]
- El Centro de Investigación Edward Jones, que contiene 75 000 documentos de archivo y 9500 artículos de biblioteca.[38]
- El R. A. Long Education Center, que contiene una sala de conferencias y un aula multiusos.[35]
- El Auditorio J. C. Nichols para eventos especiales.[35][39]
- El Over There Café, que tiene banderas, obras de arte, música y platos inspirados en «las personas y los lugares de la Gran Guerra».[36]
- Una tienda del museo.